# 삼산역
삼산역(Samsan station, 三山驛)은 대한민국 경기도 양평군 양동면 삼산리에 위치한 중앙선의 철도역이다.
개업 당시의 명칭은 역 일대의 과거 행정구역명이자 인근의 지명인 강원도 원성군 지정면 판대리에서 따온 판대역(判垈驛)이었으나 실제로 판대역 일대는 1908년에 이미 양평군 양동면 삼산리로 편입되어 역은 개업 당시부터 역명과 달리 판대리가 아닌 삼산리에 위치하고 있었으며, 개업 당시 장항선 삼산역이 이미 역명을 선점했기 때문에 판대역으로 이름이 정해졌다. 
중앙선 개량사업에 따른 역사 이전 후 양평군의 건의에 따라 실제 역 소재지 지명을 반영하여 현재의 명칭으로 개칭하였다. 구역사는 현 역사에서 얼마 멀지 않은 곳에 있다. 
구역사는 구둔역과 같이 철거되지 않고 그대로 방치되어 있다. 다만 구둔역과 다른점이 있다면, 판대역 구역사는 문화유산으로 정해지지 않았을 뿐이다. 현 역사의 승강장은, 일신, 매곡 역사와 구조가 비슷하다. 

## 역사
- 1965년 11월 30일 : 역사 신축 준공
- 1965년 12월 7일 : 양평군 양동면 삼산리 산86-4(현 삼산역길 193)에서 판대역 영업 개시(등급:보통역)
- 1991년 1월 1일 : 소화물 취급 중지
- 2001년 9월 8일 : 신호장으로 변경
- 2005년 4월 19일 : 간현역 관리역 지정
- 2008년 3월 10일 : 역원무배치간이역으로 변경
- 2011년 12월 21일 : 역 이설
- 2012년 9월 25일 : 중앙선 용문-서원주 간 복선전철 개통
- 2013년 11월 20일 : 삼산역으로 역명 변경[1][2]
- 2020년 3월 2일 : 누리로 운행 개시
- 2022년 11월 5일 : ITX-새마을 정차 개시

## 역 구조
승강장은 2면 4선의 쌍섬식 승강장을 갖추고 있다.

### 승강장
| ↑양동           |
| ４３ \| ２１ \| |
| 서원주↓         |

| 1 | 중앙선 | 무궁화호 | 사용하지 않음(단, KTX 대피시 사용) |
| 2 | 중앙선 | 무궁화호 | 안동 · 부전 · 동해 방면            |
| 3 | 중앙선 | 무궁화호 | 양평 · 청량리 방면                 |
| 4 | 중앙선 | 무궁화호 | 사용하지 않음(단, KTX 대피시 사용) |

## 인접한 역
| 중앙선           | 중앙선            | 중앙선           |
| ---------------- | ----------------- | ---------------- |
| 양동 청량리 방면 | ITX-새마을 중앙선 | 서원주 안동 방면 |
| 양동 청량리 방면 | 무궁화 태백선     | 서원주 동해 방면 |

## 사진

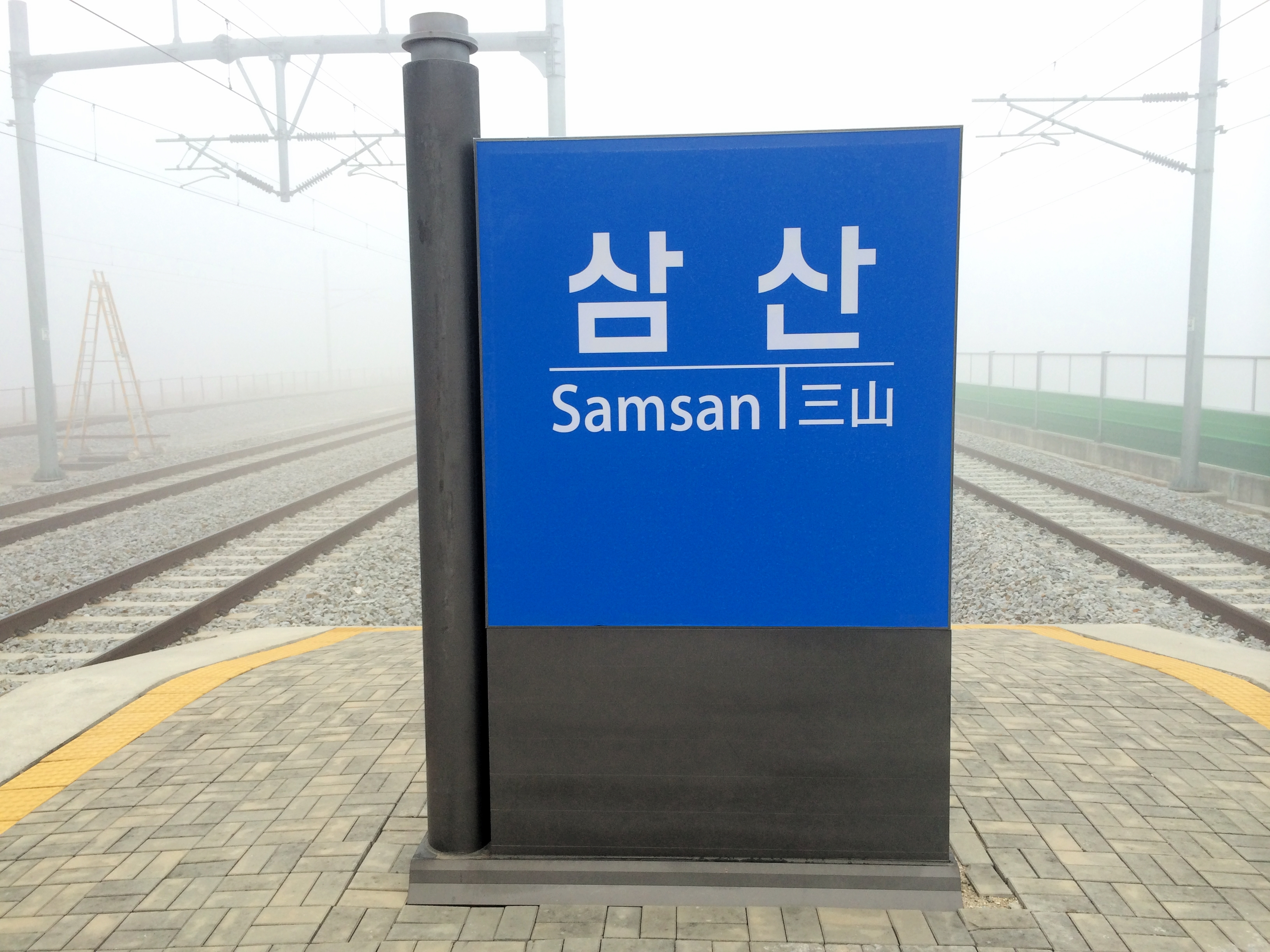
선로 끝 역명판
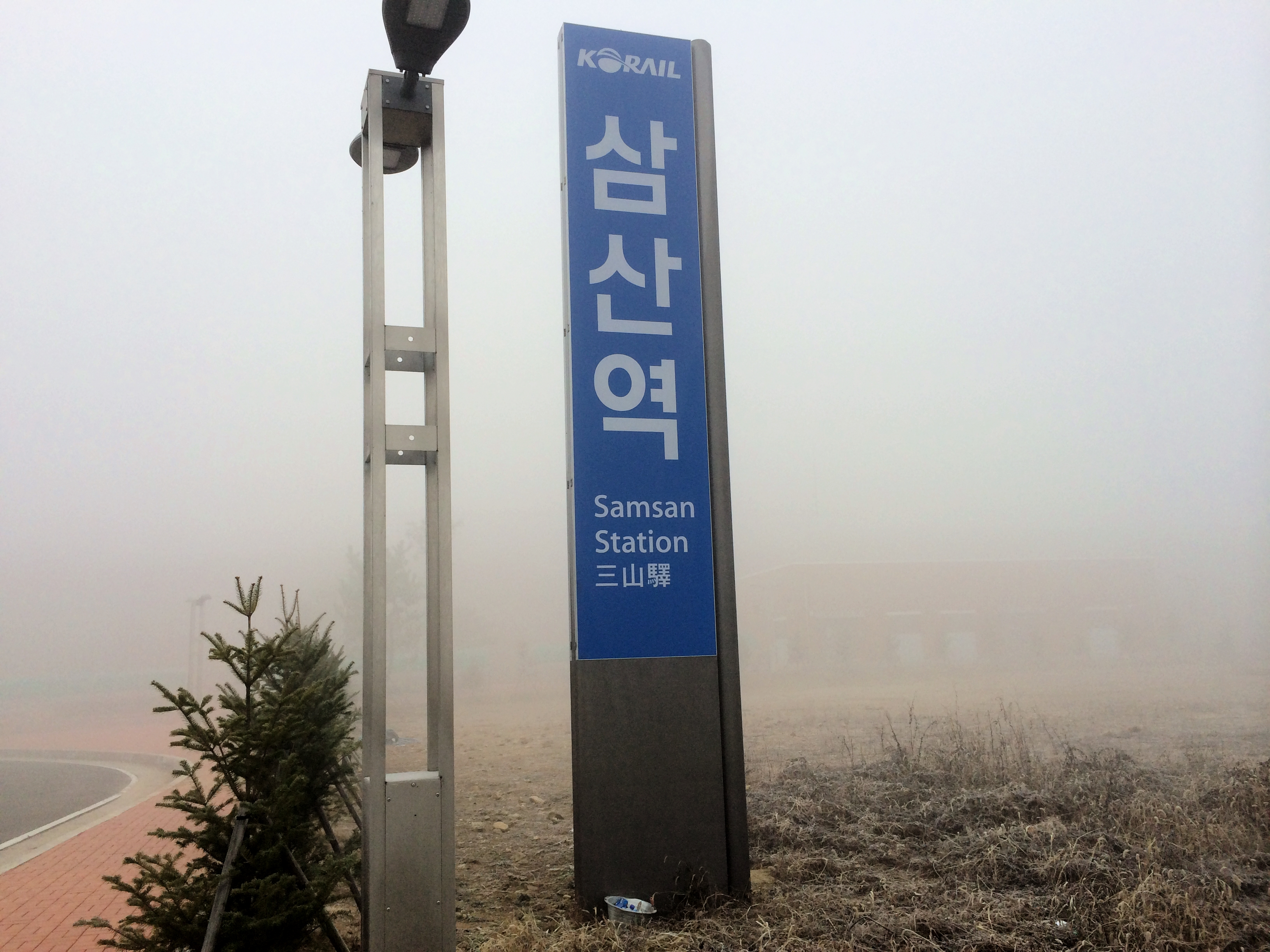
폴사인
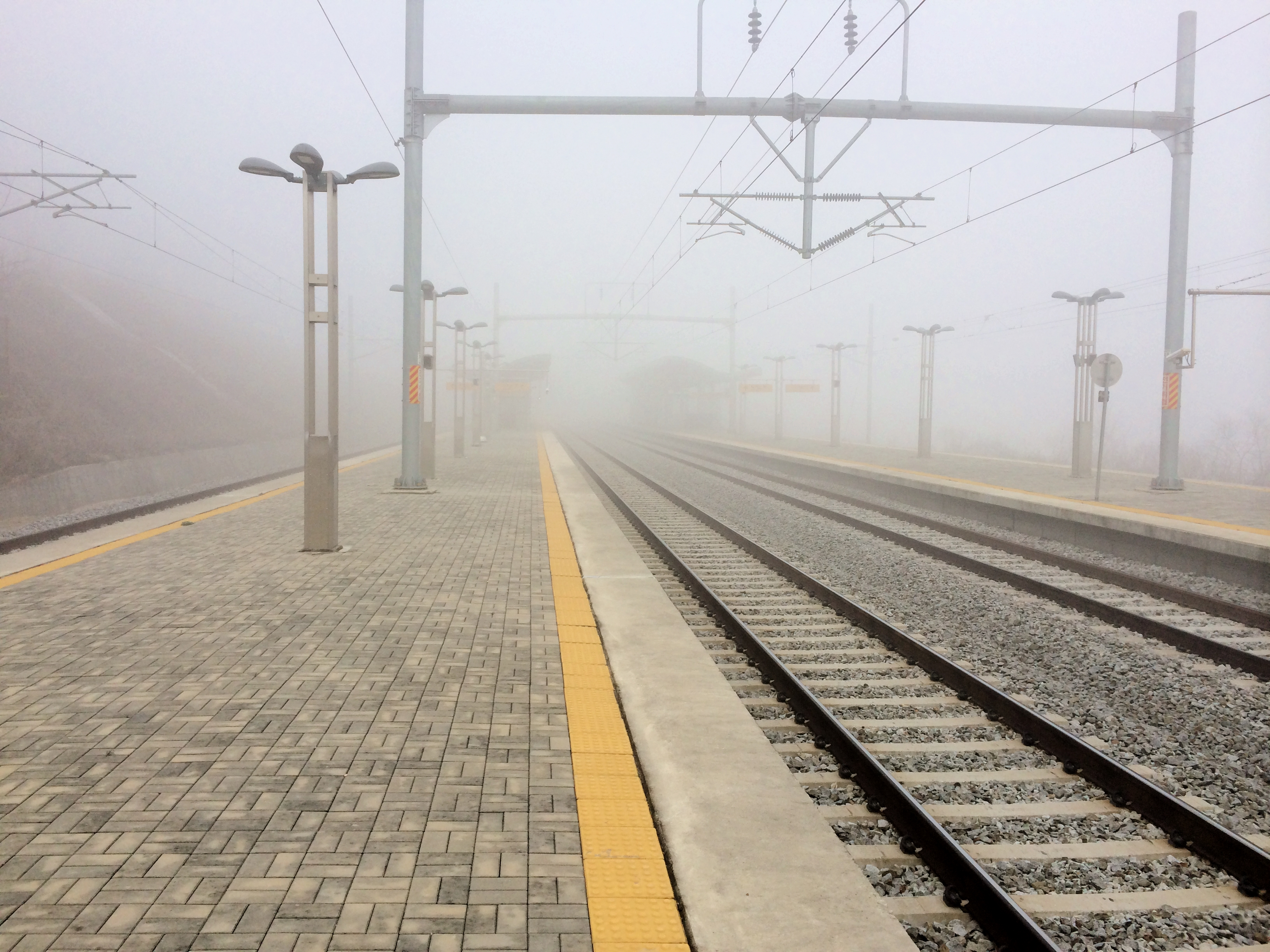
승강장
역 입구(판대역 당시)
삼산역 신역사 광장
삼산역 신역사 승강장 파노라마
삼산역 시간표 및 운임표 (2012년 9월 25일 기준)
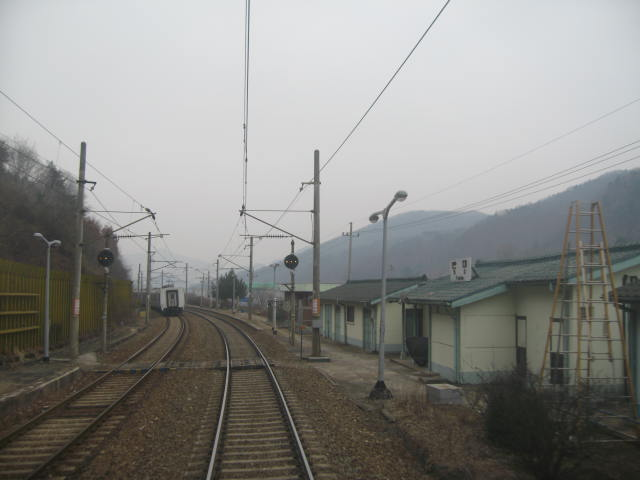
구 판대역사 (이설 전)